# Sergio DeFassio
Sergio DeFassio (Puebla de Zaragoza, Puebla, 21 de octubre de 1952-Ciudad de México, 18 de abril de 2023) fue un comediante, actor y escritor mexicano.

## Filmografía

### Televisión
- Corazón guerrero (2022) - Jonathan
- Un día para vivir (2022) - Panchito[5]
- La vecina (2015-2016) - Obispo
- La rosa de Guadalupe (2014-2016)
  - Cuando el enemigo está en casa - Segundo (2014)
  - Dos veces perdón - Beto (2016)
- Mi corazón es tuyo (2014-2015) - Rómulo
- Libre para amarte (2013) - Juan
- La mujer del Vendaval (2012-2013) - Padre Anselmo Solís
- Cachito de cielo (2012) - René
- Llena de amor (2010-2011) - Rómulo Pedraza Sotelo
- Hasta que el dinero nos separe (2009-2010) - Ismael Dueñas "El Bebé"
- Cuidado con el ángel (2008-2009)
- Vecinos (2005-2008) - Agapo
- Al diablo con los guapos (2007-2008)
- Lola, érase una vez (2007-2008) - Evaristo
- Yo amo a Juan Querendón (2007-2008)
- La fea más bella (2006-2007) - Barman
- Hospital El Paisa (2004) - Demonio
- Mujer, casos de la vida real (2002-2004)
- Clase 406 (2003) - Sacerdote
- VidaTv (2003) -Eloy
- Las vías del amor (2002) - Eloy Álvarez
- Amigas y rivales (2001) - Chema
- Carita de ángel (2000-2001)
- Serafín (1999) - Reintegro
- Soñadoras (1998-1999) - Pedro, papá de Beto
- Salud, dinero y amor (1997-1998) - Cosme
- El premio mayor (1995-1996) - Cosme
- Todo de Todo (1991)
- Hospital de la Risa (1987)
- La carabina de Ambrosio (1987)
- Las chambas de Paquita (1984)
- Soltero en el aire (1984)

### Cine
- The Juniors y la fórmula Imperial (2021)
- Salud, dinero y amor (2000)
- De pulquero a millonario (1982)
- Seis veces cien (1978)

### Teatro
- El Tenorio de la risa

### Club nocturno
- Bailando por un corrupto (2007)
- Harry Botter y su "piedra filosofal" (2005)

## Premios

### Asociación Nacional de Actores
| Año  | Categoría          | Trayectoria            | Resultado |
| ---- | ------------------ | ---------------------- | --------- |
| 2016 | Medalla Distintiva | 25 Años de Trayectoria | Ganador   |